# التاريخ القديم لجنوب شرق أوروبا

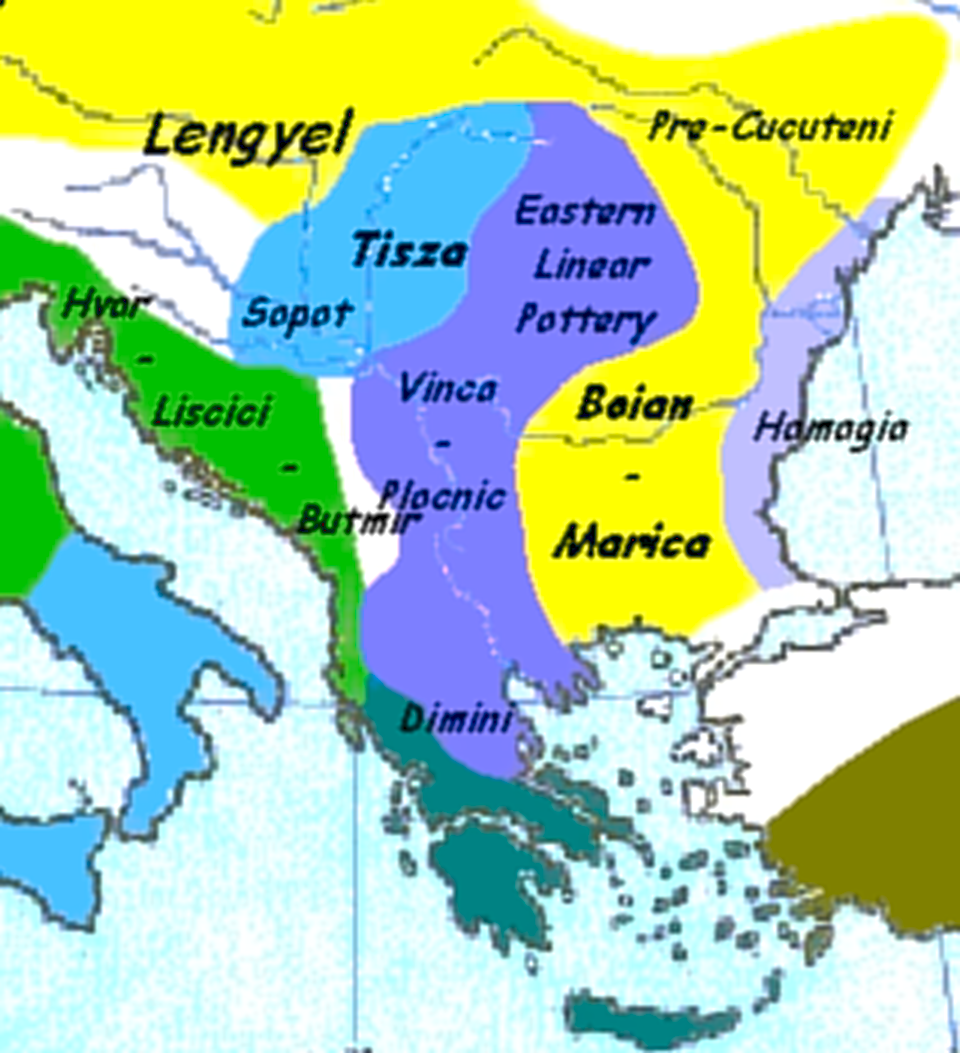

إن التاريخ القديم لجنوبِ شرق أوروبا، والذي يعرف تقريبًا بأنه إقليم شبه جزيرة البلقان الكبرى (بما في ذلك أراضي البلدان المعاصرة في ألبانيا والبوسنة والهرسك وبلغاريا وكرواتيا واليونان وكوسوفو ومقدونيا الشمالية ورومانيا ومولدافيا وصربيا وتركيا الأوروبية)، يغطي الفترة من العصر الحجري القديم، بدءًا بوجود الإنسان العاقل في المنطقة منذ حوالي 44 ألف سنة، حتى ظهور أول سجلات مكتوبة في العصور الكلاسيكية القديمة في اليونان في القرن الثامن قبل الميلاد.
ينقسم التاريخ البشري القديم في جنوب شرق أوروبا إلى فترات أصغر، مثل العصر الحجري القديم العلوي، والعصور الحجرية الهولوسينية والمتوسطة، والثورة الزراعية، وتوسع عصر الهنود الأوروبيين البدائيين، وفجر التاريخ. تعدّ التغيرات فيما بينهم تدريجية، فعلى سبيل المثال، قد يتضمن التاريخ الأولي أو لا يتضمن اعتمادًا على التفسير حضارات العصر البرونزي في اليونان (2800-1200 قبل الميلاد)، ولغة مينوان، ولغة ميسينايان، ولغة ثراتشيان، وفنتيك. وفقًا لتفسير معيار التأريخ، يدخل جنوب شرق أوروبا فجر التاريخ فقط مع هوميروس. على أي حال، تنتهي الفترة قبل هيرودوت في القرن الخامس قبل الميلاد.

## العصر الحجري القديم

### الانتقال الإقليمي إلى العصر الحجري القديم العلوي
(2,600,0000- 50,000 قبل الحاضر)

اكتشف أول دليل على الوجود البشري في المنطقة في كوزارنيكا بلغاريا، ويعود تاريخه إلى ما لا يقل عن 1.4 مليون سنة. هناك دليل على الوجود البشري في البلقان يعود للعصر الحجري السفلي وما بعده، ولكن عدد المواقع محدود. وفقا لدوجلاس بيلي:
«من المهم أن ندرك أن العصر الحجري القديم العلويّ في البلقان كان فترةً طويلة لا تحتوي إلا على قدر ضئيل من التغيير الداخلي، وعلى هذا فإن التحول الإقليمي لم يكن مثيرًا كما كان الحال في مناطق أوروبية أخرى. إن التغييرات الحاسمة التي تحدد نشوء ظهور الإنسان العاقل تتواجد في باتشو كيرو على بعد 44 ألف سنة قبل الميلاد. يذكر أن الكهوف الحجرية القديمة البلغارية الرئيسية المسماة باتشو كيرو وتيماتا دوبكا التي ترتبط ببدايات العصر الحجري القديم العلوي تفيد بأن الانتقال كان تدريجيًّا.»
إن العصر الحجري القديم هو مرحلة ثقافية قديمة من التنمية البشرية تتسم باستخدام أدوات حجرية غير مصقولة. يرتبط الانتقال من العصر الحجري المتوسط إلى العصر الحجري العلوي ارتباطًا مباشرًا بتطوير الحداثة السلوكية بواسطة الإنسان حوالي 40000 سنة قبل الحاضر. للإشارة إلى الأهمية الكبيرة ودرجة التغير، هذا التحول الجذري من العصر الحجري القديم إلى العلوي يسمى أحيانا ثورة العصر الحجري العلوي القديم.
في أواخر العصر الحديث الأقرب (العصر البلستوسيني)، تشير مختلف مكونات الثقافة المادية الانتقالية والسمات البيئية (المناخ، والنباتات، والحيوانات) إلى تغير مستمر، يختلف عن النقاط المعاصرة في أجزاء أخرى من أوروبا. إن الجوانب المذكورة آنفا تثير بعض الشكوك في أن مصطلح ثورة العصر الحجري العلوي القديم مناسبٌ للبلقان.
وبشكل عام، تعد التغيرات النشوئية المستمرّة أول سمة حاسمة في الانتقال إلى العصر الحجري القديم العلوي في المنطقة. إن فكرة ثورة العصر الحجري العلوي القديم التي تم تقديمها وتطويرها للمناطق الأوروبية الأساسية لا تنطبق على المنطقة. ما السبب؟ هذه اللحظة الهامة تحديدًا وأصولها محددة ومنارة بخصائص أخرى للانتقال إلى العصر الحجري القديم العلوي. تثبت البيئة والمناخ والنباتات والحيوانات الآثار المترتبة على ذلك.
خلال فترة ما بين العصور الجليدية الأخيرة وأحدث موجة جليدية في العصر الحديث الأقرب (البلستوسيني) (من 131 ألف إلى 12 ألف قبل الحاضر)، كانت أوروبا مختلفة تمامًا عن الجليد الإقليمي. ولم تؤثر التجلّدات على جنوب شرق أوروبا إلى الحد الذي فعلت في المنطقتين الشمالية والوسطى. تشير الأدلة على وجود الغابة والسهب إلى أن التأثير لم يكن بهذه القسوة؛ بعض أنواع الحياة النباتية والحيوانية لم تنجو إلا في هذا الجزء من أوروبا. تنتشر في المنطقة اليوم الأنواع المستوطنة لهذا الجزء من أوروبا فقط.
إن مفهوم التحول التدريجي (أو التطور) يعرف على أفضل نحو جنوب شرق أوروبا من حوالي 50 ألف سنة قبل الحاضر. وبهذا المعنى، فإن الثقافة المادية والبيئة الطبيعية في منطقة العصر البلستوسيني المتأخر وفي العصر الهولوسيني المبكر كانت متميزة عن أجزاء أخرى من أوروبا. كتب دوغلاس بيلي في فترة التاريخ القديم في البلقان: الإقصاء والتأسيس والهوية: «لقد أدت التغييرات الأقل إثارة في المناخ والنباتات والحيوانات إلى تطورات أقل تكيفية أو تفاعلية في الثقافة المادية».
بناءً على ما تقّدم، وبالحديث عن منطقة جنوب شرق أوروبا، فإن العديد من المفاهيم التقليدية ومنظومات التنمية البشرية أثناء العصر الحجري القديم (ثم ضمنًا العصر الحجري الأوسط) لا ينبغي أن تعتبر صحيحةً في كل الأحوال. وفي هذا الصدد، لا يبدو غياب فن الكهوف القديمة العليا في المنطقة مثيرًا للدهشة. تنمّي الحضارات سماتٍ جديدةً ومتميّزة في استجابتها للتحديات الجديدة في بيئتها.

### العصر الحجري القديم العلوي
في عام 2002، اكتشفت بعض أقدم بقايا الإنسان الحديث (الإنسان العاقل) في أوروبا في «كهف العظام» (بالرومانية: Peștera cu Oase)، بالقرب من أنينا، رومانيا. سمّي ب «جون أنينا»، ويقدر عمر رفاته (الفك السفلي) حوالي 37800 سنة.
هذه بعض أقدم بقايا الإنسان العاقل في أوروبا، لذا فمن المرجح أن تمثل هذه البقايا أول من دخل القارة.